# Pingellus nigroflavus
Pingellus nigroflavus är en insektsart som beskrevs av Evans 1966. Pingellus nigroflavus ingår i släktet Pingellus och familjen dvärgstritar. Inga underarter finns listade i Catalogue of Life.